# Ергашев Шахджахан
Шахджахан Ергашев (також Шохжахон, узб. Shohjahon Ergashev; нар.12 грудня 1991 року, Фергана) — узбецький професійний боксер. Ергашев наразі виступає в суперлегкій вазі.

## Ранні роки
Ергашев народився у Фергані. Він входив до складу збірної Узбекистану, але поступався першим номером у своїй категорії Фазліддіну Гаїбназарову. З огляду на результати, які демонстрував Шохджахон, його тренер вирішив спробувати Ергашева у професійному боксі.

## Професіональна кар'єра
Ергашев провів 9 професійних боїв у Росії, які закінчилися його достроковими перемогами. Потім уклав угоду з промоутерською компанією Дмитра Саліти і переїхав до США. В Америці Шохджахон провів два бої з Маркізом Готорном і Сонні Фредріксоном, обидва рази перемігши технічним нокаутом.
28 квітня 2018 року Ергашев бився з Чжиміном Ваном із Китаю і переміг його в бою за вакантний титул Всесвітньої боксерської асоціації (WBA International) одностайним рішенням.
У лютому 2019 року здолав непереможеного до того моменту американця Майкла Фокса. Цей бій тривав усі 10 раундів, а його результат визначився за рішенням суддів.
У січні 2020 року достроково переміг мексиканського боксера Адріана Естрелья в шоу «ShoBox: The Next Generation» у США. Це був 18-й переможний професійний поєдинок узбецького боксера. Після бою Шохджахон посів шосте місце у рейтингах WBA і IBF.
Впродовж 2020—2022 років провів ще п'ять переможних боїв. 25 листопада 2023 року вийшов на бій проти грізного нокаутера чемпіона світу за версією IBF у першій напівсередній вазі Сабріеля Матіаса (Пуерто-Рико). Поєдинок завершився першою в кар'єрі Ергашева поразкою відмовою від продовження бою після п'ятого раунду.

### Таблиця боїв
| №        | Рекорд | Суперник                 | Результат | Раунд, час   | Дата бою          | Місце                               | Примітки                                                               |
| -------- | ------ | ------------------------ | --------- | ------------ | ----------------- | ----------------------------------- | ---------------------------------------------------------------------- |
| Поразка  | 23-1   | Сабріель Матіас          | RTD       | 5 (12), 3:00 | 25 листопада 2023 | Minneapolis Armory, Міннеаполіс     | Бій за титул чемпіона IBF у першій напівсередній вазі                  |
| Перемога | 23-0   | Анхель Мартінес Ернандес | TKO       | 5 (10), 1:24 | 10 серпня 2022    | Garden Theater, Детройт             |                                                                        |
| Перемога | 22-0   | Луїс Альберто Верон      | UD        | 8            | 26 травня 2022    | Ford Community Center, Дірборн      |                                                                        |
| Перемога | 21-0   | Еккаві Каевмані          | KO        | 2 (10), 2:42 | 11 грудня 2021    | Hotel Renaissance, Ташкент          |                                                                        |
| Перемога | 20-0   | Саліму Дженго            | TKO       | 1 (10), 0:37 | 11 червня 2021    | Sport Palace Yunusabad, Ташкент     |                                                                        |
| Перемога | 19-0   | Дмитро Мілюша            | RTD       | 2 (10), 3:00 | 16 листопада 2020 | Vegas City Hall, Красногорськ       |                                                                        |
| Перемога | 18-0   | Адріан Естрелья          | KO        | 1 (12), 1:32 | 17 січня 2020     | WinnaVegas Casino Resort            |                                                                        |
| Перемога | 17-0   | Абдьєль Рамірес          | TKO       | 4 (10), 2:00 | 23 серпня 2019    | Central Park Community Center       |                                                                        |
| Перемога | 16-0   | Майкл Фокс               | UD        | 10           | 15 лютого 2019    | Kansas Star Casino                  |                                                                        |
| Перемога | 15-0   | Насарено Гастон Руїс     | KO        | 1 (10), 0:18 | 14 грудня 2018    | ДС «Олімп»                          |                                                                        |
| Перемога | 14-0   | Зак Ремзі                | KO        | 1 (6), 1:09  | 10 листопада 2018 | UIC Pavillion                       |                                                                        |
| Перемога | 13-0   | Джума Васва              | RTD       | 4 (10), 3:00 | 19 серпня 2018    | Корстон Клуб                        |                                                                        |
| Перемога | 12-0   | Чжимінь Ван              | UD        | 10           | 28 квітня 2018    | Барклайс-центр, Нью-Йорк            | Бій за вакантний титул WBA Internationalу у першій напівсередній вазі. |
| Перемога | 11-0   | Сонні Фредріксон         | TKO       | 3 (8), 1:58  | 12 січня 2018     | Turning Stone Resort Casino, Верона |                                                                        |
| Перемога | 10-0   | Маркіс Говторн           | TKO       | 2 (6), 0:41  | 11 листопада 2017 | Nassau Coliseum, Юніондейл          |                                                                        |
| Перемога | 9-0    | Сунатолло Рахматуллоєв   | TKO       | 1 (6), 0:50  | 10 червня 2017    | Академія боксу Флойда Мейвезера     |                                                                        |
| Перемога | 8-0    | Хамза Семпево            | TKO       | 1 (10), 1:32 | 25 березня 2017   | Ленекспо                            |                                                                        |
| Перемога | 7-0    | Рубен Мовсесян           | TKO       | 1 (8), 1:05  | 15 лютого 2017    | Корстон Клуб                        |                                                                        |
| Перемога | 6-0    | Марат Хузеєв             | TKO       | 1 (6), 0:16  | 26 серпня 2016    | Tough Fight Gym                     |                                                                        |
| Перемога | 5-0    | Дмитро Антипов           | TKO       | 1 (8), 0:54  | 24 червня 2016    | Спорт-сервіс                        |                                                                        |
| Перемога | 4-0    | Алішер Ашуров            | KO        | 2 (8), 2:45  | 1 червня 2016     | Боксерський клуб "Сатурн"           |                                                                        |
| Перемога | 3-0    | Ельмін Сафарлі           | KO        | 6 (6), 0:22  | 26 лютого 2016    | Школа боксу Олександра Морозова     |                                                                        |
| Перемога | 2-0    | Магомед Алдаганов        | KO        | 1 (4), 2:51  | 30 січня 2016     | Нічний клуб "Platinum"              |                                                                        |
| Перемога | 1-0    | Арзу Алієв               | TKO       | 1 (4), 1:38  | 23 грудня 2015    | Клуб "Volta"                        |                                                                        |